# OK! (Magazin)
OK! ist eine international verbreitete Frauenzeitschrift von Trinity Mirror und zuvor Northern & Shell (bis Februar 2018). Die deutsche Ausgabe wird wöchentlich von der Mediengruppe Klambt in Hamburg herausgegeben. Chefredakteur ist Tim Affeld. Die verkaufte Auflage beträgt 35.747 Exemplare, ein Minus von 78,3 Prozent seit 2008.

## OK! in Großbritannien
Die Zeitschrift wurde erstmals 1993 in Großbritannien von Northern & Shell veröffentlicht. Die 2005 gestartete US-amerikanische Ausgabe wurde 2011 von Northern & Shell an American Media verkauft. Die britische Ausgabe wurde im Februar 2018 an Trinity Mirror veräußert.

## OK! in Deutschland
Bereits im Juni 2007 wurde das Erscheinen der OK! für Deutschland angekündigt. Die Zeitschrift erschien erstmals am 7. Februar 2008 beim OK! Verlag, der bis 2012 ein Joint Venture der Mediengruppe Klambt und Northern & Shell war und seitdem vollständig zur Mediengruppe Klambt gehört.
| 1998 | 1999 | 2000 | 2001 | 2002 | 2003 | 2004 | 2005 | 2006 | 2007 | 2008   | 2009   | 2010   | 2011   | 2012   | 2013  | 2014   | 2015  | 2016  | 2017  | 2018  | 2019  | 2020  | 2021  | 2022  | 2023  | 2024  |
| ---- | ---- | ---- | ---- | ---- | ---- | ---- | ---- | ---- | ---- | ------ | ------ | ------ | ------ | ------ | ----- | ------ | ----- | ----- | ----- | ----- | ----- | ----- | ----- | ----- | ----- | ----- |
|      |      |      |      |      |      |      |      |      |      | 164714 | 207384 | 170265 | 134778 | 113921 | 99882 | 110586 | 89014 | 83883 | 66766 | 67205 | 52781 | 44631 | 58874 | 44406 | 39731 | 35747 |